# Qingshui (socken i Kina, Sichuan)
Qingshui (kinesiska: 清水乡, 清水) är en socken i Kina. Den ligger i provinsen Sichuan, i den sydvästra delen av landet, omkring 240 kilometer öster om provinshuvudstaden Chengdu. Qingshui ligger vid sjön Xingfu Shuiku.
Genomsnittlig årsnederbörd är 1 545 millimeter. Den regnigaste månaden är september, med i genomsnitt 280 mm nederbörd, och den torraste är december, med 8 mm nederbörd.